# Les Thilliers-en-Vexin

Les Thilliers-en-Vexin este o comună în departamentul Eure, Franța. În 1 ianuarie 2022 avea o populație de 493 de locuitori.